# Rumersheim-le-Haut
Rumersheim-le-Haut är en kommun i departementet Haut-Rhin i regionen Grand Est (tidigare regionen Alsace) i nordöstra Frankrike. Kommunen ligger i kantonen Ensisheim som tillhör arrondissementet Guebwiller. År 2022 hade Rumersheim-le-Haut 1 052 invånare.

## Befolkningsutveckling
Antalet invånare i kommunen Rumersheim-le-Haut
| Referens: INSEE |